# Campionato europeo femminile di pallacanestro 2021
Il 38º Campionato europeo femminile di pallacanestro FIBA (noto anche come FIBA EuroBasket Women 2021) si è svolto in Francia e in Spagna.
La competizione è iniziata il 17 giugno e si è conclusa il 27 giugno 2021. I Campionati europei femminili di pallacanestro sono una manifestazione biennale tra le squadre nazionali organizzato dalla FIBA Europe. Le squadre ammesse a partecipare sono 16 di cui 14 provenienti dalla fase di qualificazione.
La squadra campione in carica era la Spagna.

## Sedi delle partite
Le città dove si svolge la manifestazione sono Strasburgo e Valencia.
| Fase                                       | Città      | Impianto                            | Spettatori |
| ------------------------------------------ | ---------- | ----------------------------------- | ---------- |
| Gruppi C e D - Seconda fase fino ai quarti | Strasburgo | Rhénus Sport                        | 6 200      |
| Gruppi A e B - Seconda fase e finali       | Valencia   | Pavelló Municipal Font de San Lluís | 9 000      |

## Qualificazioni
| N° | Squadra              | Qualificata come                                            | Data di qualificazione | Ultima partecipazione   | Miglior piazzamento               |
| -- | -------------------- | ----------------------------------------------------------- | ---------------------- | ----------------------- | --------------------------------- |
| 1  | Francia              | Paese organizzatore                                         | 15 luglio 2019         | Serbia e Lettonia 2019  | Campione (2001, 2009)             |
| 2  | Spagna               | Paese organizzatore                                         | 15 luglio 2019         | Serbia e Lettonia 2019  | Campione (1993, 2013, 2017, 2019) |
| 3  | Belgio               | 1º posto nel Gruppo G di qualificazione                     | 14 novembre 2020       | Serbia e Lettonia 2019  | 3º posto (2017)                   |
| 4  | Serbia               | 1º posto nel Gruppo E di qualificazione                     | 11 dicembre 2020       | Serbia e Lettonia 2019  | Campione (2015)                   |
| 5  | Svezia               | 1º posto nel Gruppo B di qualificazione                     | 11 dicembre 2020       | Serbia e Lettonia 2019  | 5º posto (2019)                   |
| 6  | Bosnia ed Erzegovina | Migliori 5 tra le seconde classificate nelle qualificazioni | 4 febbraio 2021        | Polonia 1999            | 10º posto (1999)                  |
| 7  | Croazia              | 1º posto nel Gruppo I di qualificazione                     | 4 febbraio 2021        | Ungheria e Romania 2015 | 5º posto (2011)                   |
| 8  | Slovenia             | 1º posto nel Gruppo A di qualificazione                     | 4 febbraio 2021        | Serbia e Lettonia 2019  | 10º posto (2019)                  |
| 9  | Bielorussia          | 1º posto nel Gruppo F di qualificazione                     | 6 febbraio 2021        | Serbia e Lettonia 2019  | 3º posto (2007)                   |
| 10 | Rep. Ceca            | 1º posto nel Gruppo D di qualificazione                     | 6 febbraio 2021        | Serbia e Lettonia 2019  | Campione (2005)                   |
| 11 | Russia               | 1º posto nel Gruppo C di qualificazione                     | 6 febbraio 2021        | Serbia e Lettonia 2019  | Campione (2003, 2007, 2011)       |
| 12 | Slovacchia           | 1º posto nel Gruppo H di qualificazione                     | 6 febbraio 2021        | Rep. Ceca 2017          | 2º posto (1997)                   |
| 13 | Montenegro           | Migliori 5 tra le seconde classificate nelle qualificazioni | 6 febbraio 2021        | Serbia e Lettonia 2019  | 6º posto (2011)                   |
| 14 | Italia               | Migliori 5 tra le seconde classificate nelle qualificazioni | 6 febbraio 2021        | Serbia e Lettonia 2019  | Campione (1938)                   |
| 15 | Turchia              | Migliori 5 tra le seconde classificate nelle qualificazioni | 6 febbraio 2021        | Serbia e Lettonia 2019  | 2º posto (2011)                   |
| 16 | Grecia               | Migliori 5 tra le seconde classificate nelle qualificazioni | 6 febbraio 2021        | Rep. Ceca 2017          | 4º posto (2017)                   |

## Sorteggio e formula
Il sorteggio per il primo turno si è tenuto l'8 marzo 2021 a Valencia. Le sedici squadre sono state raggruppate in 4 fasce, in base ai risultati nell'edizione del 2019 e delle qualificazioni del 2021.
| 1ª fascia | 2ª fascia | 3ª fascia   | 4ª fascia            |
| --------- | --------- | ----------- | -------------------- |
| Spagna    | Svezia    | Bielorussia | Slovacchia           |
| Francia   | Russia    | Rep. Ceca   | Croazia              |
| Serbia    | Slovenia  | Montenegro  | Bosnia ed Erzegovina |
| Belgio    | Italia    | Turchia     | Grecia               |

Le squadre sono state suddivise in 4 gironi (A-D) all'italiana da quattro squadre ciascuno. Al termine della prima fase le prime classificare accederanno direttamente ai quarti di finale, mentre le seconde e terze disputeranno un incontro ad eliminazione diretta con gli accoppiamenti (A2-B3, B2-A3, C2-D3 e D2-C3) per accedere ai quarti di finale.

## Primo turno

### Girone A
| Pos | Squadra     | G | V | P | PF  | PS  | DP  | Pt | Qualificazione                             |
| --- | ----------- | - | - | - | --- | --- | --- | -- | ------------------------------------------ |
| 1   | Bielorussia | 3 | 2 | 1 | 185 | 163 | +22 | 5  | Ammesse ai quarti di finale                |
| 2   | Spagna (H)  | 3 | 2 | 1 | 220 | 169 | +51 | 5  | alle qualificazioni per i quarti di finale |
| 3   | Svezia      | 3 | 1 | 2 | 183 | 211 | −28 | 4  | alle qualificazioni per i quarti di finale |
| 4   | Slovacchia  | 3 | 1 | 2 | 176 | 221 | −45 | 4  |                                            |

| Arbitri: | Elena Chernova Blaz Zupancic Mila Cavara |

|                                            |          |                                   |
| F. Eldebrink 17 E. Eldebrink 15 Fontaine 9 | Punti    | 17 Jakubcová 10 Fekete 9 Dudášová |
| F. Eldebrink, E. Eldebrink 7               | Assist   | 6 Dudášová                        |
| Nyström, Loyd 6                            | Rimbalzi | 6 Jakubcová                       |

| Arbitri: | Jelena Tomic Geerts Jacobs Alexandra Stan |

|                                   |          |                                         |
| Papova 19 Bentley 13 Verameenka 7 | Punti    | 15 Ndour 11 Ouviña 6 Domínguez, Quevedo |
| Bentley 4                         | Assist   | 3 Rodríguez, Dominguez                  |
| Papova 13                         | Rimbalzi | 10 Gil                                  |

| Arbitri: | Sonia Teixeira Peter Praksch Marion Ortis |

|                                       |          |                                    |
| Jakubcová 16 Dudášová 13 Mištinová 12 | Punti    | 17 Bentley 13 Papova 12 Verameenka |
| Dudášová 9                            | Assist   | 4 Bentley                          |
| Oroszová 7                            | Rimbalzi | 11 Verameenka                      |

| Arbitri: | Amy Bonner Martin Horozov Blaz Zupancic |

|                                              |          |                                                          |
| Ndour 19 quattro giocatrici 8 Gil, Quevedo 6 | Punti    | 11 Nyström 8 Fontaine, F. Eldebrink 6 quattro giocatrici |
| Palau 7                                      | Assist   | 5 E. Eldebrink                                           |
| Ndour 13                                     | Rimbalzi | 4 Loyd                                                   |

| Arbitri: | Amy Bonner Jelena Tomic Jan Baloun |

|                                            |          |                                    |
| F. Eldebrink 13 E. Eldebrink 9 Johansson 9 | Punti    | 20 Bentley 17 Papova 12 Verameenka |
| E. Eldebrink 4                             | Assist   | 5 Bentley                          |
| Nyström, F. Eldebrink 6                    | Rimbalzi | 12 Papova                          |

| Arbitri: | Wojciech Liszka Thomas Bissuel Mila Cavara |

|                               |          |                                                  |
| Ouviña 17 Domínguez 14 Gil 11 | Punti    | 15 Páleníková 10 Dudášová 9 Mištinová, Jakubcová |
| Domínguez 5                   | Assist   | 4 Dudášová, Sabína Oroszová                      |
| Gil 5                         | Rimbalzi | 6 Remenárová                                     |

### Girone B
| Pos | Squadra    | G | V | P | PF  | PS  | DP  | Pt | Qualificazione                             |
| --- | ---------- | - | - | - | --- | --- | --- | -- | ------------------------------------------ |
| 1   | Serbia     | 3 | 3 | 0 | 258 | 207 | +51 | 6  | Ammesse ai quarti di finale                |
| 2   | Italia     | 3 | 2 | 1 | 235 | 214 | +21 | 5  | alle qualificazioni per i quarti di finale |
| 3   | Montenegro | 3 | 1 | 2 | 206 | 219 | −13 | 4  | alle qualificazioni per i quarti di finale |
| 4   | Grecia     | 3 | 0 | 3 | 173 | 232 | −59 | 3  |                                            |

| Arbitri: | Martin Horozov Wojciech Liszka Peter Praksch |

|                                  |          |                                     |
| Jovanović 19 Pašić 16 Mujović 12 | Punti    | 21 Fasoula 19 Nikolopoulou 6 Spanou |
| Mujović 8                        | Assist   | 7 Nikolopoulou                      |
| Jovanović 8                      | Rimbalzi | 6 Nikolopoulou                      |

| Arbitri: | Amy Bonner Özlem Yalman Thomas Bissuel |

|                                |          |                                                    |
| Vasic 27 Anderson 18 Brooks 14 | Punti    | 18 Zandalasini 12 Bestagno, Carangelo 9 Cubaj, Pan |
| Vasic 7                        | Assist   | 5 Cubaj                                            |
| Vasic 13                       | Rimbalzi | 6 Keys                                             |

| Arbitri: | Wojciech Liszka Elena Chernova Jan Baloun |

|                                              |          |                                      |
| Spanou 10 Mposgana 9 Pavlopoulou, Sotiriou 7 | Punti    | 13 Crvendakić 11 Butulija 9 Anderson |
| Sotiriou 4                                   | Assist   | 3 Jovanović, Dabović                 |
| Fasoula 5                                    | Rimbalzi | 8 Butulija                           |

| Arbitri: | Özlem Yalman Thomas Bissuel Geerts Jacobs |

|                                                |          |                                               |
| Carangelo 13 Zandalasini 11 Bestagno, Andrè 10 | Punti    | 23 Dubljević 17 Jovanović 9 Živković, Gatling |
| Zandalasini 3                                  | Assist   | 6 Mujović                                     |
| Cubaj 8                                        | Rimbalzi | 7 Dubljevic                                   |

| Arbitri: | Martin Horozov Ozlem Yalman Geerts Jacobs |

|                                    |          |                                    |
| Gatling 22 Dubljević 10 Mujović 10 | Punti    | 20 Krajisnik 14 Anderson 13 Brooks |
| Mujović 12                         | Assist   | 3 Vasic                            |
| Gatling 6                          | Rimbalzi | 9 Krajisnik                        |

| Arbitri: | Blaz Zupancic Sonia Teixeira Alexandra Stan |

|                                          |          |                                       |
| Penna 13 Zandalasini 11 tre giocatrici 9 | Punti    | 23 Stamolamprou 13 Mposgana 13 Spanou |
| Zandalasini 6                            | Assist   | 6 Nikolopoulou                        |
| Cubaj 8                                  | Rimbalzi | 7 Nikolopoulou                        |

### Girone C
| Pos | Squadra              | G | V | P | PF  | PS  | DP  | Pt | Qualificazione                             |
| --- | -------------------- | - | - | - | --- | --- | --- | -- | ------------------------------------------ |
| 1   | Belgio               | 3 | 2 | 1 | 210 | 188 | +22 | 5  | Ammesse ai quarti di finale                |
| 2   | Bosnia ed Erzegovina | 3 | 2 | 1 | 215 | 200 | +15 | 5  | alle qualificazioni per i quarti di finale |
| 3   | Slovenia             | 3 | 2 | 1 | 220 | 220 | 0   | 5  | alle qualificazioni per i quarti di finale |
| 4   | Turchia              | 3 | 0 | 3 | 162 | 199 | −37 | 3  |                                            |

| Arbitri: | Viola Györgyi Gatis Salins Marek Kukelcik |

|                            |          |                                      |
| Babić 23 Jones 13 Deura 10 | Punti    | 24 Meesseman 13 Allemand 10 Mestdagh |
| Tavić 6                    | Assist   | 5 Meesseman                          |
| Gajić 12                   | Rimbalzi | 13 Meesseman                         |

| Arbitri: | Maj Kazuko Forsberg Andrei Sharapa Marek Kukelcik |

|                                |          |                                   |
| Lisec 17 Oblak 14 Friškovec 12 | Punti    | 16 Hollingsworth 8 Çakır 7 Bilgiç |
| Oblak 6                        | Assist   | 4 Çakır                           |
| Evans 9                        | Rimbalzi | 5 tre giocatrici                  |

| Arbitri: | Maj Kazuko Forsberg Marek Kukelcik Esperanza Mendosa Holgado |

|                                   |          |                            |
| Gülcan 17 Okten 9 Hollingsworth 7 | Punti    | 22 Jones 14 Tavić 10 Babić |
| Çakır 6                           | Assist   | 3 tre giocatrici           |
| Gülcan 14                         | Rimbalzi | 15 Jones                   |

| Arbitri: | Charalampos Karakatsounis Bernard Vassallo Mihkel Manniste |

|                                                  |          |                               |
| Meesseman 23 Linskens 14 H. Mestdagh, Delaere 13 | Punti    | 11 Lisec 10 Jakovina 8 Trebec |
| Meesseman 7                                      | Assist   | 4 Krošelj                     |
| K. Mestdagh 6                                    | Rimbalzi | 9 Seničar                     |

| Arbitri: | Gvidas Gedvilas Andrei Sharapa Mihkel Maaniste |

|                            |          |                                |
| Gajić 28 Jones 24 Babić 12 | Punti    | 22 Lisec 15 Friškovec 13 Oblak |
| Tavić 6                    | Assist   | 11 Oblak                       |
| Gajić 11                   | Rimbalzi | 10 Evans                       |

| Arbitri: | Jasmina Juras Radomir Vojinovic Marek Kukelcik |

|                                      |          |                                     |
| Hollingsworth 16 Gülcan 15 Bilgiç 13 | Punti    | 15 Meesseman 13 Delaere 10 Linskens |
| Çakır 5                              | Assist   | 3 Meesseman, Linskens               |
| Bilgiç 8                             | Rimbalzi | 9 Linskens                          |

### Girone D
| Pos | Squadra     | G | V | P | PF  | PS  | DP  | Pt | Qualificazione                             |
| --- | ----------- | - | - | - | --- | --- | --- | -- | ------------------------------------------ |
| 1   | Francia (H) | 3 | 3 | 0 | 261 | 173 | +88 | 6  | Ammesse ai quarti di finale                |
| 2   | Russia      | 3 | 2 | 1 | 205 | 216 | −11 | 5  | alle qualificazioni per i quarti di finale |
| 3   | Croazia     | 3 | 1 | 2 | 209 | 234 | −25 | 4  | alle qualificazioni per i quarti di finale |
| 4   | Rep. Ceca   | 3 | 0 | 3 | 176 | 228 | −52 | 3  |                                            |

| Arbitri: | Jasmina Juras Radomir Vojinovic Andrada Csender |

|                                 |          |                                              |
| Vadeeva 27 Rjavkina 11 Musina 8 | Punti    | 24 Hanušová 15 Elhotová 8 Hejdová, Vyoralová |
| Komarova 4                      | Assist   | 5 Vyoralová                                  |
| Komarova 8                      | Rimbalzi | 7 Vyoralová                                  |

| Arbitri: | Apostolos Kalpakas Charalampos Karakatsounis Esperanza Mendoza Holgado |

|                                           |          |                                       |
| Miyem 18 Gruda 16 Chartereau, Johannès 15 | Punti    | 12 Tikvić 10 Dojkić 9 Masić, Slonjšak |
| Michel 6                                  | Assist   | 3 Tadić                               |
| Vukosavljević 12                          | Rimbalzi | 9 Tikvić                              |

| Arbitri: | Viola Gyorgyi Gatis Salins Silvia Marziali |

|                               |          |                                  |
| Dojkić 25 Slonjšak 17 Masić 6 | Punti    | 19 Musina 17 Vadeeva 12 Komarova |
| Tadić 3                       | Assist   | 6 Vadeeva                        |
| Begić, Cvitković 7            | Rimbalzi | 14 Musina                        |

| Arbitri: | Apostolos Kalpakas Jasmina Juras Gvidas Gedvilas |

|                                       |          |                               |
| Elhotová 13 Březinová 11 Voráčková 10 | Punti    | 16 Gruda 11 Miyem 10 Johannès |
| Březinová, Vyoralová 3                | Assist   | 4 Chartereau                  |
| Vyoralová 6                           | Rimbalzi | 7 Miyem, Duchet               |

| Arbitri: | Apostolos Kalpakas Gatis Salins Esperanza Mendoza Holgado |

|                                      |          |                                 |
| Stoupalová 10 Březinová 8 Hejdová 10 | Punti    | 24 Dojkić 18 Slonjšak 17 Tikvić |
| Hejdová 4                            | Assist   | 7 Dojkić                        |
| Vyoralová 6                          | Rimbalzi | 10 Begić                        |

| Arbitri: | Maj Kazuko Forsberg Viola Gyorgyi Maria Ignotiou |

|                                        |          |                                                  |
| Duchet 12 Gruda, Williams 11 Michel 10 | Punti    | 10 Komarova 8 Rjavkina, Vadeeva 7 Glonti, Musina |
| Johannès 8                             | Assist   | 6 Levchenko                                      |
| Vukosavljević 9                        | Rimbalzi | 10 Musina                                        |

## Fase finale

### Tabellone
|  | Qualificazioni | Qualificazioni       | Qualificazioni |                      |    | Quarti di finale | Quarti di finale | Quarti di finale |  |  | Semifinali                  | Semifinali                  | Semifinali                  |                             |    | Finale  | Finale | Finale |
|  |                |                      |                |                      |    |                  |                  |                  |  |  |                             |                             |                             |                             |    |         |        |        |
|  |                |                      |                |                      |    |                  |                  |                  |  |  |                             |                             |                             |                             |    |         |        |        |
|  |                | A1                   | Bielorussia    | 58                   |    |                  |                  |                  |  |  |                             |                             |                             |                             |    |         |        |        |
|  |                |                      |                | 58                   |    |                  |                  |                  |  |  |                             |                             |                             |                             |    |         |        |        |
|  |                |                      | A3             | Svezia               | 46 |                  |                  |                  |  |  |                             |                             |                             |                             |    |         |        |        |
|  | B2             | Italia               | A3             | Svezia               | 46 | 46               |                  |                  |  |  |                             |                             |                             |                             |    |         |        |        |
|  | B2             | Italia               |                |                      |    | 46               |                  |                  |  |  |                             |                             |                             |                             |    |         |        |        |
|  | A3             | Svezia               | 64             |                      |    |                  |                  |                  |  |  |                             |                             |                             |                             |    |         |        |        |
|  | A3             | Svezia               | 64             |                      |    |                  |                  |                  |  |  | Bielorussia                 | 61                          |                             |                             |    |         |        |        |
|  |                |                      |                |                      |    |                  |                  |                  |  |  | Bielorussia                 | 61                          |                             |                             |    |         |        |        |
|  |                |                      | Francia        | 73                   |    |                  |                  |                  |  |  |                             |                             |                             |                             |    |         |        |        |
|  |                |                      | Francia        | 73                   |    |                  |                  |                  |  |  |                             |                             |                             |                             |    |         |        |        |
|  |                |                      |                |                      |    |                  |                  |                  |  |  |                             |                             |                             |                             |    |         |        |        |
|  |                |                      |                |                      |    |                  |                  |                  |  |  |                             |                             |                             |                             |    |         |        |        |
|  |                | D1                   | Francia        | 80                   |    |                  |                  |                  |  |  |                             |                             |                             |                             |    |         |        |        |
|  |                |                      |                | 80                   |    |                  |                  |                  |  |  |                             |                             |                             |                             |    |         |        |        |
|  |                |                      | A2             | Bosnia ed Erzegovina | 67 |                  |                  |                  |  |  |                             |                             |                             |                             |    |         |        |        |
|  | A2             | Bosnia ed Erzegovina | A2             | Bosnia ed Erzegovina | 67 | 80               |                  |                  |  |  |                             |                             |                             |                             |    |         |        |        |
|  | A2             | Bosnia ed Erzegovina |                |                      |    | 80               |                  |                  |  |  |                             |                             |                             |                             |    |         |        |        |
|  | B3             | Croazia              | 69             |                      |    |                  |                  |                  |  |  |                             |                             |                             |                             |    |         |        |        |
|  | B3             | Croazia              | 69             |                      |    |                  |                  |                  |  |  |                             |                             |                             |                             |    | Francia | 54     |        |
|  |                |                      |                |                      |    |                  |                  |                  |  |  |                             |                             |                             |                             |    | Francia | 54     |        |
|  |                |                      | Serbia         | 63                   |    |                  |                  |                  |  |  |                             |                             |                             |                             |    |         |        |        |
|  |                |                      | Serbia         | 63                   |    |                  |                  |                  |  |  |                             |                             |                             |                             |    |         |        |        |
|  |                |                      |                |                      |    |                  |                  |                  |  |  |                             |                             |                             |                             |    |         |        |        |
|  |                |                      |                |                      |    |                  |                  |                  |  |  |                             |                             |                             |                             |    |         |        |        |
|  |                | B1                   | Serbia         | 71                   |    |                  |                  |                  |  |  | Incontro per il terzo posto | Incontro per il terzo posto | Incontro per il terzo posto | Incontro per il terzo posto |    |         |        |        |
|  |                |                      |                | 71                   |    |                  |                  |                  |  |  | Incontro per il terzo posto | Incontro per il terzo posto | Incontro per il terzo posto | Incontro per il terzo posto |    |         |        |        |
|  |                |                      | D2             | Spagna               | 64 |                  |                  |                  |  |  |                             |                             |                             |                             |    |         |        |        |
|  | D2             | Spagna               | D2             | Spagna               | 64 | 78               |                  |                  |  |  |                             |                             |                             | Bielorussia                 | 69 |         |        |        |
|  | D2             | Spagna               |                |                      |    | 78               |                  |                  |  |  |                             |                             |                             | Bielorussia                 | 69 |         |        |        |
|  | C3             | Montenegro           | 51             |                      |    |                  |                  |                  |  |  |                             |                             |                             |                             |    |         | Belgio | 77     |
|  | C3             | Montenegro           | 51             |                      |    |                  |                  |                  |  |  | Serbia                      | 74                          |                             |                             |    |         | Belgio | 77     |
|  |                |                      |                |                      |    |                  |                  |                  |  |  | Serbia                      | 74                          |                             |                             |    |         |        |        |
|  |                |                      | Belgio         | 73                   |    |                  |                  |                  |  |  |                             |                             |                             |                             |    |         |        |        |
|  |                |                      | Belgio         | 73                   |    |                  |                  |                  |  |  |                             |                             |                             |                             |    |         |        |        |
|  |                |                      |                |                      |    |                  |                  |                  |  |  |                             |                             |                             |                             |    |         |        |        |
|  |                |                      |                |                      |    |                  |                  |                  |  |  |                             |                             |                             |                             |    |         |        |        |
|  |                | C1                   | Belgio         | 85                   |    |                  |                  |                  |  |  |                             |                             |                             |                             |    |         |        |        |
|  |                |                      |                | 85                   |    |                  |                  |                  |  |  |                             |                             |                             |                             |    |         |        |        |
|  |                |                      | C2             | Russia               | 83 |                  |                  |                  |  |  |                             |                             |                             |                             |    |         |        |        |
|  | C2             | Russia               | C2             | Russia               | 83 | 93               |                  |                  |  |  |                             |                             |                             |                             |    |         |        |        |
|  | C2             | Russia               |                |                      |    | 93               |                  |                  |  |  |                             |                             |                             |                             |    |         |        |        |
|  | D3             | Slovenia             | 75             |                      |    |                  |                  |                  |  |  |                             |                             |                             |                             |    |         |        |        |

### Playoff per il Torneo di Pre-qualificazioni Mondiali 2022
|  | Play-off             |                      |    |  |
|  |                      |                      |    |  |
|  | Svezia               | Svezia               | 63 |  |
|  | Bosnia ed Erzegovina | Bosnia ed Erzegovina | 82 |  |
|  | Spagna               | Spagna               | 74 |  |
|  | Russia               | Russia               | 78 |  |

#### Qualificazioni ai quarti di finale
| Arbitri: | Martin Horozov Ozlem Yalman Geert Jacobs |

|                                         |          |                                   |
| Zandalasini 19 tre giocatrici 5 Romeo 3 | Punti    | 22 F. Eldebrink 11 Loyd 9 Nyström |
| Cinili 3                                | Assist   | 6 Nyström                         |
| Carangelo 5                             | Rimbalzi | 8 Loyd                            |

| Arbitri: | Maj Kazuko Forsberg Viola Gyorgyi Gvidas Gedvilas |

|                               |          |                                |
| Jones 24 Babić 16 Džombeta 12 | Punti    | 22 Dojkić 14 Slonjšak 17 Begić |
| Babić 6                       | Assist   | 5 Slonjsak                     |
| Jones 17                      | Rimbalzi | 9 Begić                        |

| Arbitri: | Amy Bonner Wojciech Liszka Thomas Bissuel |

|                              |          |                                      |
| Conde 19 Ndour 17 Cazorla 11 | Punti    | 10 Dubljević 10 Jovanović 10 Gatling |
| Ouviña 5                     | Assist   | 3 Dubljević                          |
| Gil 8                        | Rimbalzi | 7 Pašić, Gatling                     |

| Arbitri: | Apostolos Kalpakas Gatis Salins Marek Kukelcik |

|                                  |          |                            |
| Komarova 20 Musina 19 Vadeeva 15 | Punti    | 21 Evans 19 Lisec 12 Oblak |
| Rjavkina, Levčenko 7             | Assist   | 7 Oblak                    |
| Musina 14                        | Rimbalzi | 8 Evans                    |

#### Quarti di finale
| Arbitri: | Thomas Bissuel Jelena Tomic Blaz Zupancic |

|                                    |          |                                            |
| Papova 18 Verameenka 16 Bentley 11 | Punti    | 11 F. Eldebrink 10 Fontaine 7 E. Eldebrink |
| Papova 4                           | Assist   | 6 E. Eldebrink                             |
| Papova 11                          | Rimbalzi | 9 E. Eldebrink                             |

| Arbitri: | Apostolos Kalpakas Esperanza Mendosa Holgado Andrei Sharapa |

|                                         |          |                                           |
| Gruda, Johannès 15 Miyem 14 Williams 12 | Punti    | 29 Jones 8 Džombeta, Tavić 5 Babić, Delić |
| Michel, Vukosavljević 5                 | Assist   | 5 Tavić                                   |
| Michel, Williams 6                      | Rimbalzi | 24 Jones                                  |

| Arbitri: | Amy Bonner Martin Horozov Wojciech Liszka |

|                                |          |                               |
| Vasic 19 Anderson 17 Brooks 15 | Punti    | 14 Ouviña 12 Ndour 11 Cazorla |
| Vasic 4                        | Assist   | 4 Domínguez                   |
| Brooks 10                      | Rimbalzi | 8 Ouviña, Ndour               |

| Arbitri: | Maj Kazuko Forsberg Gatis Salins Radomir Vojinovic |

|                                         |          |                                           |
| Meesseman 33 K. Mestdagh 19 Linskens 13 | Punti    | 30 Vadeeva 17 Glonti 7 Shilova, Levchenko |
| Delaere 8                               | Assist   | 6 Vadeeva                                 |
| Meesseman 11                            | Rimbalzi | 7 Vadeeva                                 |

#### Playoff per il Torneo di Pre-qualificazioni Mondiali 2022
| Arbitri: | Ozlem Yalman Andrei Sharapa Gatins Salins |

|                                                  |          |                                            |
| E. Eldebrink 14 Loyd 13 F. Eldebrink, Fontaine 9 | Punti    | 34 Jones 17 Babić, Tavić 5 Džebo, Džombeta |
| F. Eldebrink 6                                   | Assist   | 7 Babić                                    |
| Johansson 6                                      | Rimbalzi | 19 Jones                                   |

| Arbitri: | Amy Bonner Thomas Bissuel Blaz Zupancic |

|                                           |          |                                   |
| Cazorla 19 Ndour, Rodriguez 15 Carrera 11 | Punti    | 20 Musina 15 Levchenko 14 Vadeeva |
| Ouviña 6                                  | Assist   | 9 Levčenko                        |
| Gil 6                                     | Rimbalzi | 10 Vadeeva                        |

#### Semifinali
| Arbitri: | Viola Gyorgyi Martin Horozov Wojciech Liszka |

|                                                |          |                                |
| Bentley 23 Verameenka 14 Lichtarovič, Hasper 6 | Punti    | 24 Miyem 9 Johannès 8 Williams |
| Tarasava 5                                     | Assist   | 7 Johannès                     |
| Verameyenka 13                                 | Rimbalzi | 10 Gruda                       |

| Arbitri: | Maj Kazuk Forsberg Apostolos Kalpakas Gvidas Gedvilas |

|                                               |          |                                    |
| Vasic 16 Crvendakić 15 Jovanović, Krajisnik 9 | Punti    | 18 Allemand 14 Delaere 11 Mestdagh |
| Škorić 4                                      | Assist   | 8 Delaere                          |
| Vasic 8                                       | Rimbalzi | 7 Meesseman                        |

### Finali
- 3º e 4º posto

| Arbitri: | Viola Gyorgyi Martin Horozov Thomas Bissuel |

|                                    |          |                                     |
| Verameenka 15 Bentley 12 Papova 10 | Punti    | 18 Meesseman 17 Delaere 11 Linskens |
| Papova 8                           | Assist   | 5 Meesseman, Allemand               |
| Papova 12                          | Rimbalzi | 10 Meesseman                        |

- 1º e 2º posto

| Arbitri: | Maj Kazuko Forsberg Gvidas Gedvilas Wojciech Liszka |

|                                                   |          |                                |
| Vukosavljević 15 Johannès 13 Michel, Chartereau 6 | Punti    | 18 Anderson 17 Brooks 12 Vasić |
| Williams 5                                        | Assist   | 6 Vasić                        |
| tre giocatrici 5                                  | Rimbalzi | 13 Krajišnik                   |

## Classifica finale
| Campione d'Europa | Campione d'Europa    | Campione d'Europa |
| --- | -------------------- | --- |
| Serbia5 Vasić, 6 Čađo, 8 Jovanović, 9 Brooks, 10 Butulija, 11 Crvendakić, 12 Anderson, 23 Dabović, 24 Škorić, 25 Janković, 32 Dugalić, 33 Krajišnik, All. Marina Maljković |                      | |
| Argento | Francia              | Francia0 Époupa, 5 Miyem, 6 Chartereau, 7 Gruda, 8 Ciak, 10 Michel, 11 Vukosavljević, 12 Rupert, 15 Williams, 23 Johannès, 39 Duchet, 93 Tchatchouang, All. Valérie Garnier                   |
| Bronzo | Belgio               | Belgio5 K. Mestdagh, 6 Delaere, 9 Carpréaux, 11 Meesseman, 13 Linskens, 22 H. Mestdagh, 23 Geldof, 25 Be. Massey, 32 Nauwelaers, 34 Bi. Massey, 35 Vanloo, 55 Allemand, All. Philip Mestdagh  |
| 4. | Bielorussia          | Bielorussia4 Karasevič, 5 Tarasava, 7 Rycikava, 8 Lichtarovič, 9 Zjuz'kova, 10 Verameenka, 13 Papova, 17 Vasilevič, 18 Bryč, 20 Bentley, 21 Hasper, 23 Inkina, All. Natallja Trafimava        |
| |                      | |
| 5. | Bosnia ed Erzegovina | Bosnia ed Erzegovina4 Deura, 5 Džombeta, 7 Babić, 9 Domuzin, 10 Gajić, 11 N. Delić, 13 Brčaninović, 15 Džebo, 21 Vrančić, 24 Tavić, 25 A. Delić, 35 Jones, All. Goran Lojo                    |
| 6. | Russia               | Russia1 Kuril'čuk, 4 Musina, 5 Rjavkina, 6 Ogun, 7 Vadeeva, 8 Fedorenkova, 10 Šilova, 22 Komarova, 55 Glonti, 63 Štan'ko, 97 Šabanova, 99 Levčenko, All. Aleksandr Kovalëv                    |
| 7. | Spagna               | Spagna5 Ouviña, 6 Domínguez, 9 Palau, 11 Rodríguez, 12 Cazorla, 14 Carrera, 18 Casas, 20 Ginzo, 22 Conde, 24 Gil, 33 Quevedo, 45 Ndour, All. Lucas Mondelo                                    |
| 8. | Svezia               | Svezia4 Fontaine, 5 Loyd, 6 F. Eldebrink, 7 Lundquist, 8 E. Nyström, 9 E. Eldebrink, 10 Drammeh, 12 Ekh, 16 Visscher, 22 Johansson, 24 Hersler, 58 A. Nyström, All. Marco Crespi              |
| |                      | |
| 9. | Italia               | Italia0 Keys, 3 Romeo, 4 Bestagno, 5 Carangelo, 9 Zandalasini, 11 Pan, 13 De Pretto, 22 Andrè, 23 Cinili, 30 Attura, 31 Cubaj, 41 Penna, All. Lino Lardo                                      |
| 10. | Slovenia             | Slovenia1 Lisec, 3 Oblak, 6 Krošelj, 7 Seničar, 8 Goršič, 9 Prezelj, 10 Jakovina, 13 Friškovec, 20 Debeljak, 30 Evans, 31 Trebec, 92 Barič, All. Damir Grgić                                  |
| 11. | Croazia              | Croazia1 Erjavec, 2 Mašić, 4 Begić, 6 Slonjšak, 7 Tikvić, 10 Cvitković, 11 Petrak, 14 Premasunac, 18 Dojkić, 19 Tadić, 22 Miletić, 24 Periša, All. Stipe Bralić                               |
| 12. | Montenegro           | Montenegro1 Dubljević, 5 Pašić, 8 Živković, 9 Aleksić, 10 Raković, 11 Mujović, 12 Jakšić, 13 Kovačević, 19 Lazarević, 25 Leković, 30 Jovanović, 34 Gatling, All. Jelena Škerović              |
| |                      | |
| 13. | Slovacchia           | Slovacchia3 Jakubcová, 4 Remenárová, 5 Stašová, 6 Szijjártová, 8 Martišková, 9 Páleníková, 11 Oroszová, 13 Mištinová, 14 Fekete, 15 Kováčiková, 16 Moravčíková, 77 Dudášová, All. Juraj Suja  |
| 14. | Turchia              | Turchia1 Bilgiç, 2 Uzun, 4 Çakır, 5 Gülcan, 9 Çağlar, 12 Canıtez, 13 Hollingsworth, 23 Yıldızhan, 24 Güçlü, 25 Onar, 33 Ural, 99 Fitik, All. Ceyhun Yıldızoğlu                                |
| 15. | Rep. Ceca            | Rep. Ceca0 Březinová, 4 Andělová, 5 Hejdová, 6 Brabencová, 7 Hanušová, 8 Voráčková, 10 Hamzová, 11 Elhotová, 12 Vyoralová, 18 Stoupalová, 21 Šípová, 44 Reisingerová, All. Štefan Svitek      |
| 16. | Grecia               | Grecia4 Stamolamprou, 5 Mposgana, 6 Alexandrī, 8 Pavlopoulou, 11 Nikolopoulou, 12 Sōtīriou, 13 Louka, 15 Spanou, 19 Anastasopoulou, 23 Tsineke, 26 Diela, 34 Fasoula, All. Vasilīs Maslarinos |